# Jüdischer Friedhof (Niedermarsberg)
Der Jüdische Friedhof Niedermarsberg befindet sich im Stadtteil Niedermarsberg der Stadt Marsberg im Hochsauerlandkreis in Nordrhein-Westfalen. Das Baudenkmal steht seit dem 17. Dezember 1997 unter der Denkmalnummer 65 unter Denkmalschutz (siehe Liste der Baudenkmäler in Marsberg).
Auf dem jüdischen Friedhof In der Hamecke, der von 1875 bis 1948 belegt wurde, befinden sich ca. 100 Grabsteine bzw. 89 Gedenksteine.